# 1332
Năm 1332 (Số La Mã: MCCCXXXII) là một năm nhuận bắt đầu từ ngày thứ tư trong lịch Julius.